# Relish
 (janvier 2025).

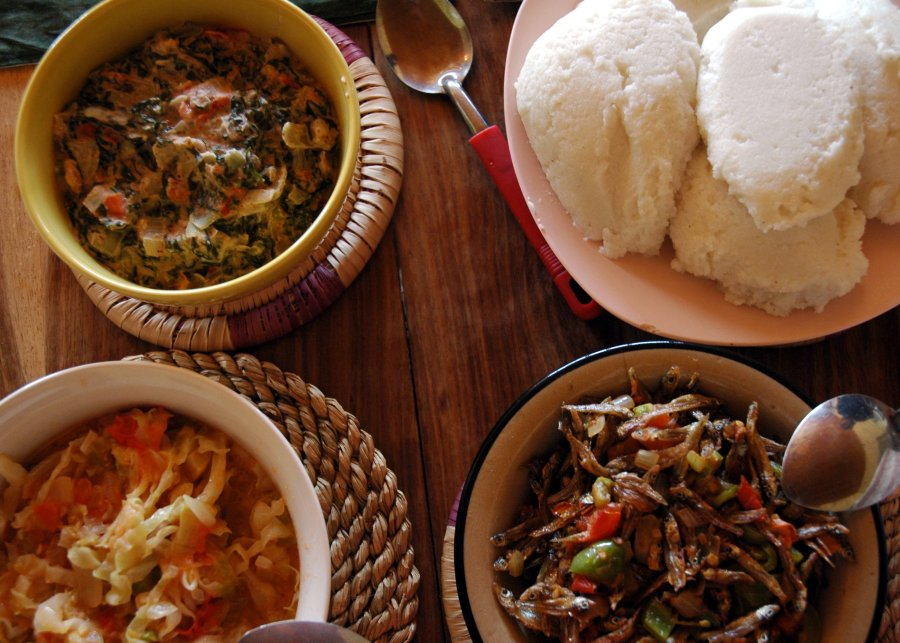
Nshima accompagné de trois relish.

La relish est une préparation cuite ou marinée, faite à partir de légumes préparés, et typiquement utilisée en Amérique du Nord en tant que condiment. Une relish diffère d'une sauce par le fait que l'on peut y distinguer et identifier les cubes de légumes ou de fruits. Les relishs et les chutneys sont souvent indifférenciés ou utilisés respectivement pour les recettes occidentales et pour les recettes purement indiennes.
Une relish est cuisinée à partir d'une ou plusieurs variétés de légumes coupés plus ou moins finement qui, généralement, donnent une consistance moins veloutée qu'un ketchup. Son goût doit être sucré ou épicé, doux ou piquant mais est toujours d'une saveur marquée qui complète le plat principal avec lequel elle est servie.
En Amérique du Nord, le mot « relish », parfois précédé du mot « sucrée », est un condiment à base de concombres et de poivrons rouges en minuscules cubes confits dans une marinade sucrée et vinaigrée. Elle accompagne les hamburgers et les hot-dogs. Les marques Coronation, Heinz, Vlasic Pickles et Claussen sont parmi les plus courantes.
Une relish connue au Royaume-Uni est la Gentleman's Relish qui a été inventée en 1828 par John Osborn[Lequel ?][pas clair][Qui ?] et qui contenait des anchois bien épicés. Elle est traditionnellement tartinée sur un toast mince, chaud et beurré.

## Quasi-relish
- Ajvar
- Choucroute
- Chow chow : faite avec du chou, cette relish sucrée est populaire dans le Sud des États-Unis où elle accompagne souvent les haricots pinto.
- Chutney
- Ketchup
- Marinade
- Piccalilli
- Relish de carotte
- Relish de maïs
- Relish d'oignons
- Relish sucrée
- Sauce tartare